# Al Husun

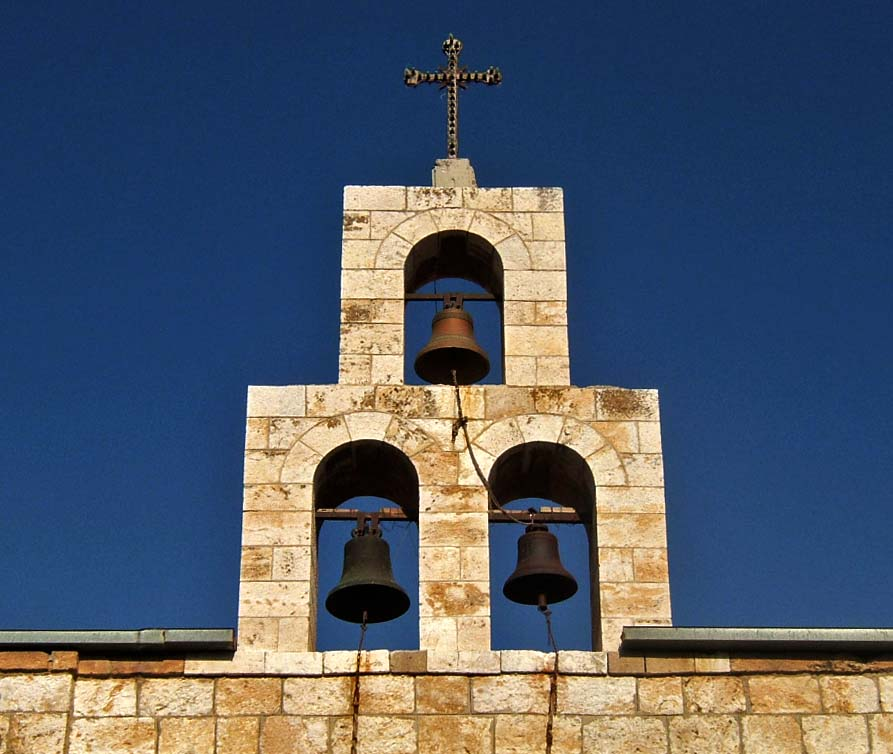
Iglesia Ortodoxa en Al Husun

Al Husun (en árabe, الحصن) es una ciudad en la gobernación de Irbid, en Jordania. Tiene una población de 35 085 habitantes (censo de 2015). Se encuentra a 65 km al noreste de Amán y a 7 km al sur de Irbid.
La región tiene un suelo fértil que junto con el clima moderado permite el cultivo de cultivos de alta calidad. Al Husun era conocido por su vino; Ahora sus principales productos son el trigo y el aceite de oliva. Al Husun es el centro administrativo del distrito Bani Obaid.

## Historia
Al Husun es uno de los posibles emplazamientos de Dion, ciudad que data de cuando los romanos ocupaban el norte de Jordania y la región. Las ciudades de la Decápolis, una federación o liga grecorromana de diez ciudades creada bajo Pompeyo alrededor del 64 a. C.-63 a C., eran según Plinio el Viejo (23-79 d. C.) las siguientes; Escitópolis (Beit She'an), Hipopótamos (Susieh), Gadara (Umm Qais), Pella (Tabaqat Fahl), Filadelfia (Amán), Gerasa (Jerash), Dión (quizás la actual Al Husun), Kanatha (Kanawat), Damasco y Ráfana (Abila).
Al Husun tiene una de las iglesias ortodoxas más antiguas de Jordania. Fue construida originalmente en el siglo II, pero destruida en 1680 por el ejército otomano. Posteriormente, en 1886, los cristianos locales reconstruyeron una iglesia. Tradicionalmente, en Al Husun ha vivido una comunidad cristiana relativamente grande, que incluía también a los melquitas. En Al Husun, al igual que en Fuhais, todavía vive un alto porcentaje de cristianos.
En 1596, la población apareció en los registros fiscales otomanos con el nombre de al-Husun, situada en la nahiya (subdistrito) de Bani Atiyya, formando parte del Sanjak de Haurán. Tenía 24 hogares y 15 solteros; todos musulmanes. Los aldeanos pagaban una tasa impositiva fija del 25 % sobre los productos agrícolas, entre ellos el trigo, la cebada, los cultivos de verano/árboles frutales, las cabras y las colmenas, además de ingresos ocasionales. El impuesto total fue de 17 153 akçe. Una cuarta parte de esos ingresos se destinó a un waqf.
En 1806, el viajero alemán Seetzen llegó a Al Husun y se convirtió en huésped de Al Sheikh Abdalla Ghanma. Narra en su libro, que describe sus viajes por el Próximo Oriente, que cuando llegó al estanque Al Husun y preguntó por el jeque de la ciudad, lo dirigieron a la residencia de Abdalla, donde permaneció con él durante dos semanas.
En 1812 llegó a Al Husun Johann Ludwig Burckhardt, un turista suizo, descubridor de Petra. También se convirtió en huésped del jeque Abdalla Ghanma durante diez días. Estos dos primeros viajeros escribieron sobre su estancia en Al Husun y sobre su anfitrión y su descripción está llena de elogios, aprecio y respeto.
En 1838, los habitantes de Al Husun eran predominantemente musulmanes sunitas y cristianos griegos.
En 1961 la población de Al Husn era de 3 728 habitantes, de los cuales 2 030 eran cristianos.

## Lugares de interés
Al Husun destaca por su colina artificial de época romana, situada en la parte norte de la ciudad, a la que los lugareños se refieren como "Al-Taal". El Taal solía ser propiedad de la familia Nusairat. Posteriormente, pasó a manos del gobierno jordano. La leyenda local dice que hay "ruinas de un castillo" o una iglesia bizantina dentro del tell que dio nombre a la ciudad: precisamente, "husn" significa "castillo" en árabe. La colina tiene aproximadamente 200 metros de altura y 800 metros de diámetro.